# Ullŭng-do
Ullŭng-do (koreański 울릉도 – transkrypcja McCune’a-Reischauera Ullŭng-do, transkrypcja południowokoreańska Ulleung-do) − wyspa wulkaniczna na Morzu Japońskim, w Korei Południowej, 120 km na wschód od wybrzeży Półwyspu Koreańskiego. Zajmuje powierzchnię 73 km². Najwyższym szczytem na wyspie jest Sŏngin-bong (984 m n.p.m.).